# Jaskinia Czarna
Jaskinia Czarna – jaskinia w Tatrach Zachodnich w masywie Organów w Dolinie Kościeliskiej. Jest jedną z największych i najobszerniejszych jaskiń w Tatrach. Zajmuje szóste miejsce pod względem długości i dziewiąte pod względem deniwelacji w Polsce. Ma cztery otwory wejściowe: dwa (w tym główny) u podnóży Czarnej Turni nad Polaną Pisaną na wysokości 1326 i 1294 metrów n.p.m., trzeci w zboczu Żlebu pod Wysranki, nad Halą pod Upłazem, na wysokości 1404 metrów n.p.m., i czwarty położony parę metrów powyżej głównego otworu na wysokości 1330 metrów n.p.m.  Niektóre części jaskini są słabo zbadane i udokumentowane. W czerwcu 2016 roku długość odkrytych korytarzy wynosiła 7247 metrów, a deniwelacja 303,5 metra.

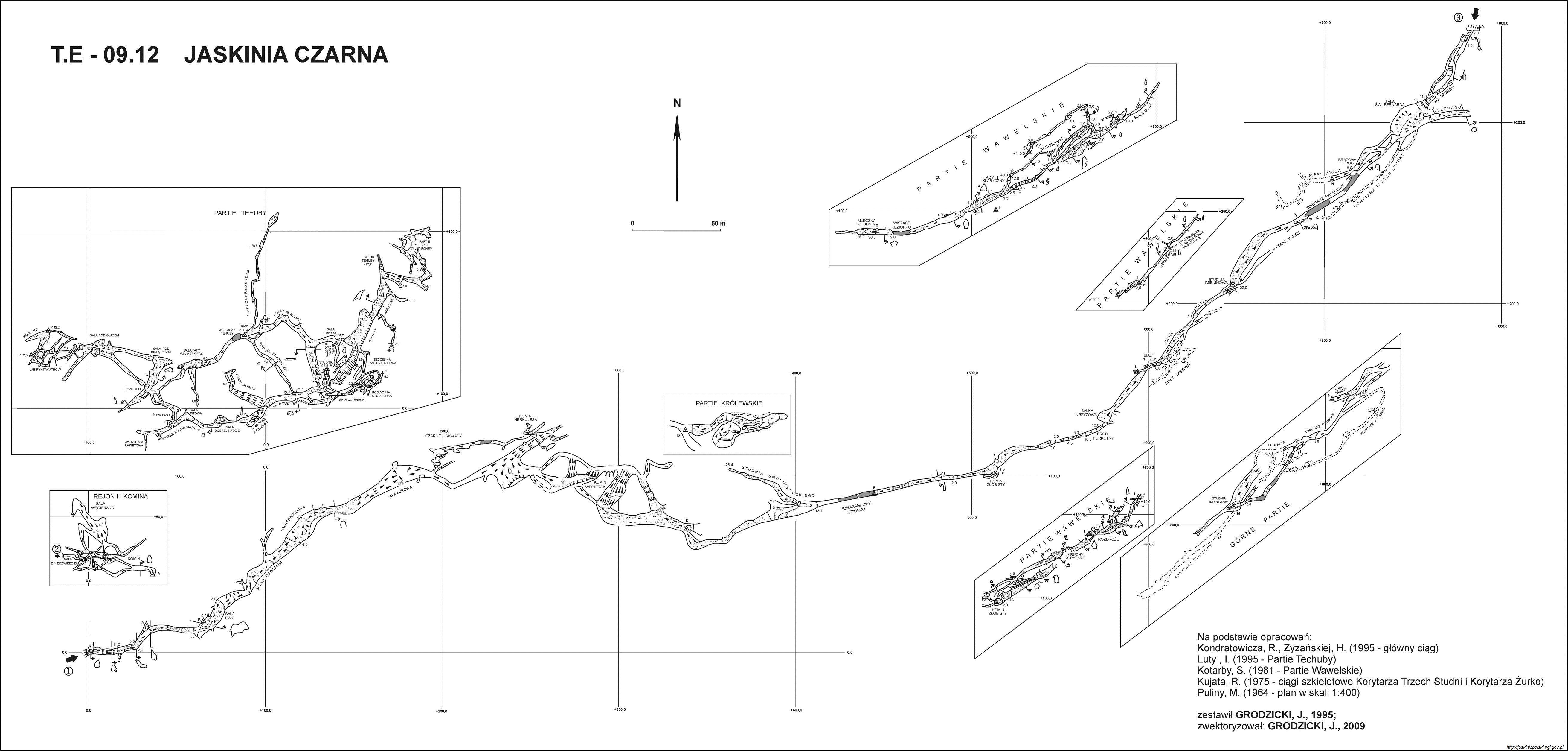
Plan jaskini

## Opis jaskini
Główny ciąg jaskini znajduje się między otworem u podnóży Czarnej Turni a otworem w Żlebie pod Wysranki. Od głównego ciągu odchodzi wiele bardzo rozbudowanych bocznych odnóg.
W głównym ciągu najbardziej charakterystyczne miejsca (od strony otworu pod Czarną Turnią) to III Komin, Sala Ewy i Hanki, Sala Francuska (12 × 30 metrów, kilkanaście metrów wysokości), Czarne Kaskady, Studnia Herkulesa (25 metrów głębokości), Komin Węgierski (60 metrów wysokości), Studnia Smoluchowskiego (70 metrów głębokości), Jeziorko Szmaragdowe, Komin Żłobisty, Salka Krzyżowa, Biały Prożek, Sala św. Bernarda i Próg Latających Want.
Największe boczne odnogi to:
Partie rejonu III Komina. Rzadko odwiedzane chociaż najwcześniej odkryte. Ich długość to około 450 metrów. Odchodzą od głównego ciągu w rejonie III Komina. Najbardziej charakterystycznym miejscem jest w nich Sala z Niedźwiedziem.
Partie Tehuby.  Ich długość to około 1840 metrów, a deniwelacja względem głównego otworu 163,5 metra. Odchodzą od głównego ciągu w Sali Ewy i Hanki. Charakterystyczne miejsca to Podwójna Studzienka, Studnia z Datą, Komin Wariatów, Rura ze Stalagmitem, Salka za Kredensem, Jeziorko Tehuby, Sala Taty Winiarskiego, Sala pod Głazem (poniżej jej znajduje się najniższy punkt Jaskini Czarnej −241,5 metra).
Partie Królewskie. Odchodzą od głównego ciągu za Kominem Węgierskim. Korytarze w nich mają charakter kaskadowy, tworząc platformy, układające się piętrowo i oddzielone progami. Z platform odchodzą, przypominając gąbkę, liczne korytarze w różnych kierunkach, które zataczając pętle łączą się ze sobą w różnych miejscach.
Partie Wawelskie. Stanowią górne piętro jaskini. Ich długość wynosi około 880 metrów, a deniwelacja 115 metrów. Od głównego ciągu odchodzą w pięciu miejscach w pobliżu Białego Prożka. Charakterystyczne miejsca to: Wiszące Jeziorko, Mleczna Studnia, (36 metrów głębokości), Komin Klasyczny.

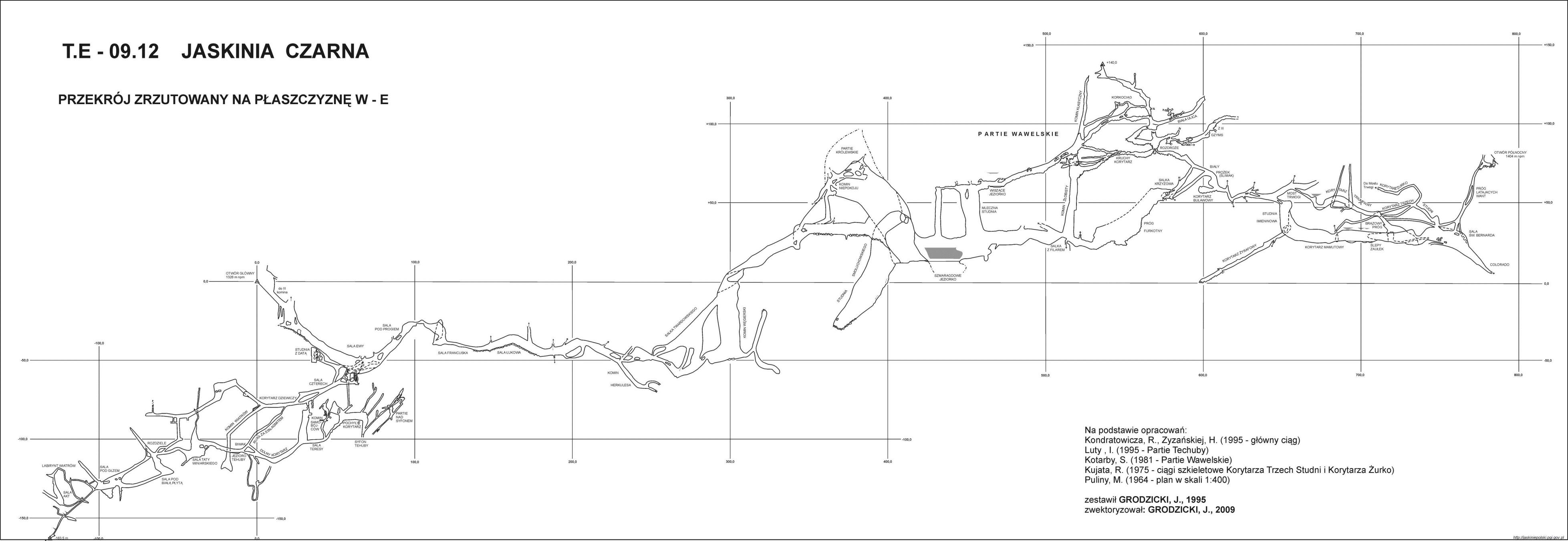
Przekrój jaskini

## Przyroda
Jaskinia ma dosyć bogatą szatę naciekową. Są to stalaktyty, stalagmity, polewy naciekowe i mleko wapienne. Najwięcej stalaktytów i stalagmitów znajduje się w Partiach Królewskich  i Partiach Wawelskich (gdzie występuje stalagmit o wysokości 1,5 metra), a także w bocznych korytarzykach głównego ciągu. W Partiach Królewskich znaleziono unikatowe w Tatrach Zachodnich stanowisko występowania pereł jaskiniowych. Mleko wapienne występuje głównie w Partiach Wawelskich.
W jaskini znajdują się liczne kości zwierząt. Z najciekawszych to kompletny szkielet niedźwiedzia znaleziony w Sali z Niedźwiedziem. Szkielet został przekazany Zakładowi Paleozoologii Uniwersytetu Wrocławskiego.
Od 1994 roku prowadzony jest monitoring nietoperzy. Z badań wynika, że jaskinia jest największym zimowiskiem nietoperzy w Polsce i Karpatach.
Występuje w niej niewiele stałych zbiorników wody. Największe z nich to Szmaragdowe Jeziorko, mające ponad 15 metrów długości, szerokie od 1,5 do 2,5 metra i o głębokości przekraczającej 6 metrów oraz (być może okresowe) Wiszące Jeziorko, o powierzchni około 16 metrów kwadratowych. W jaskini występuje deszcz podziemny – intensywny w Kominie Smoluchowskiego, a także w Partiach Wawelskich. Wody z jaskini odpływają poprzez najniższe ciągi (Komin Herkulesa, Partie Tehuby i Studnię Smoluchowskiego) do okresowego wywierzyska w Organach lub Lodowego Źródła.

## Historia odkryć
Jaskinia (a właściwie jej główny otwór) została odkryta 17 lipca 1961 roku przez członków Sekcji Grotołazów Akademickiego Klubu Turystycznego z Wrocławia: Jana F. Rabka, Janusza Fereńskiego i Romana Bebaka.
Zorganizowane w 1961 roku wyprawy badają główny ciąg jaskini do Komina Węgierskiego oraz Rejon III Komina i większość Partii Tehuby.
W 1962 roku wyprawa pokonuje Komin Węgierski i dochodzi do Komina Smoluchowskiego i Sali św. Bernarda. Odkryte zostają Partie Królewskie.
W 1975 roku Jerzy Rożen i Ryszard Kujat (Kraków), Igor Pietrzak (Gliwice) i Ireneusz Woszczyna (Częstochowa) przechodzą końcowy odcinek korytarzyka nad Progiem Latających Want i wychodzą na powierzchnię otworem w Żlebie pod Wysranki.
W 1979 roku odkryto kolejne korytarze w Partiach Wawelskich.
W 2002 roku odkryto czwarty otwór w pobliżu Sali z Niedźwiedziem.
W 2015 roku odkryto kolejne korytarze o długości 275 metrów.